# Trézény
 Trézény  (en bretón Trezeni) es una población y comuna francesa, situada en la región de Bretaña, departamento de Côtes-d'Armor, en el distrito de Lannion y cantón de Tréguier.

## Demografía
| 193 | 187 | 198 | 220 | 304 | 272 | 267 |
| Para los censos de 1962 a 1999 la población legal corresponde a la población sin duplicidades (Fuente: INSEE [Consultar]) |     |     |     |     |     |     |